# Бутахлор
Бутахлор — гербицид из группы ацетанилидов, представляет собой смесь из двух атропоизомеров. Был разработан в 1969 году компанией Монсанто. Его эффект основан на подавлении синтеза длинных жирных кислот, он ингибирует элонгазу и геранил-геранилпирофасфатазу, опосредованно влияя таким образом на синтез гиббереллинов.

## Получение
Синтез бутахлора начинается с реакции 2,6-диэтил-анилина и формальдегида, в результате чего аминогруппа анилина превращается в имин. Полученное вещество реагирует с н-бутанолом и аммиаком, что завершает синтез гербицида.

## Характеристики
Бутахлор представляет собой светло-жёлтую жидкость со слабым сладковатым запахом, слабо растворимую в воде. Он устойчива к УФ-излучению и гидролизу в pH-диапазоне от 3,6 до 9. Разлагается при температуре 165 °с и выше.

## Использование
Бутахлор — селективный системный гербицид, эффективный против трав и широколистных сорняков. Этот гербицид является основным при выращивании риса.

## Утверждение
Бутахлор не входит в список разрешенных средств защиты растений активными ингредиентами Евросоюза, но он разрешён к использованию в Германии, Австрии и Швейцарии.